# Rubieae
Tribu
Les Rubieae sont une tribu de plantes à fleurs dicotylédones de la famille des Rubiaceae, sous-famille des Rubioideae.

## Taxonomie
La tribu des Rubieae est décrite en 1880 par le botaniste français Henri Ernest Baillon.

## Liste des genres
- Asperula L. (191 espèces)
- Callipeltis Steven (3 espèces)
- Crucianella L. (31 espèces)
- Cruciata Mill. (8 espèces)
- Didymaea Hook.f. (8 espèces)
- × Galiasperula Ronniger (1 espèce)
- Galium L. (631 sp)
- Kelloggia Torr. ex Benth. & Hook.f. (2 espèces)
- Mericarpaea Boiss. (1 espèce)
- Microphysa (es) Schrenk (1 espèce)
- Phuopsis Steven (1 espèce)
- Pseudogalium  L.E Yang, Z.L.Nie & H.Sun (1 espèce)
- Rubia L. (83 espèces)
- Sherardia L. (1 espèce)
- Valantia L. (7 espèces)